# 제53특수비행전대
제53특수비행전대(第五十三特殊飛行戰隊)는 2대한민국 공군본부 직할 곡예비행전대이다.
2013년 4월 1일, 공군본부는 원주공항에서 제8전투비행단의 항공작전전대 예하 제239특수비행대대과 군수전대의 제239항공기정비대대를 독립부대로 분리하여 편성하였다.

## 역대 전대장
| # | 성명        | 취임일           | 이임일           | 참고        |
| - | ----------- | ---------------- | ---------------- | ----------- |
| 1 | 대령 최진순 | 2013년 4월 1일   | 2013년 12월 19일 | [ 1 ] [ 2 ] |
| 2 | 대령 최재혁 | 2013년 12월 20일 |                  |             |
| 3 | 대령        |                  |                  |             |
| 4 | 대령        |                  |                  |             |
| 5 | 대령 김영화 |                  | 2018년 12월 24일 | [ 3 ]       |
| 6 | 대령 김정수 | 2018년 12월 24일 | 2020년           | [ 3 ]       |
| 7 | 대령 임한일 | 2020년 12월 29일 | 2022년 1월 3일   |             |
| 8 | 대령 김용민 | 2022년 1월 3일   | 임기중           |             |

## 부대
- 제239특수비행대대
- 제239항공기정비대대

## 참고
1. 1 2  김호준 (2013년 3월 31일). “공군, 특수비행팀 '블랙이글 전대' 창설”. 연합뉴스. 2014년 2월 24일에 확인함.
2. ↑  블랙이글 (2013년 12월 22일). “전대장 취,이임식”. 2014년 10월 19일에 확인함. 지난주 금요일, 올해 4월에 전대로 승격된 이래 초대 전대장을 역한 최진순 대령의 이임식이 있었습니다.
3. 1 2  “제53특수비행전대장 이·취임식”. 블랙이글스 페이스북 페이지. 2018년 12월 24일. 2020년 12월 29일에 확인함.